# 頭港 (學甲區)

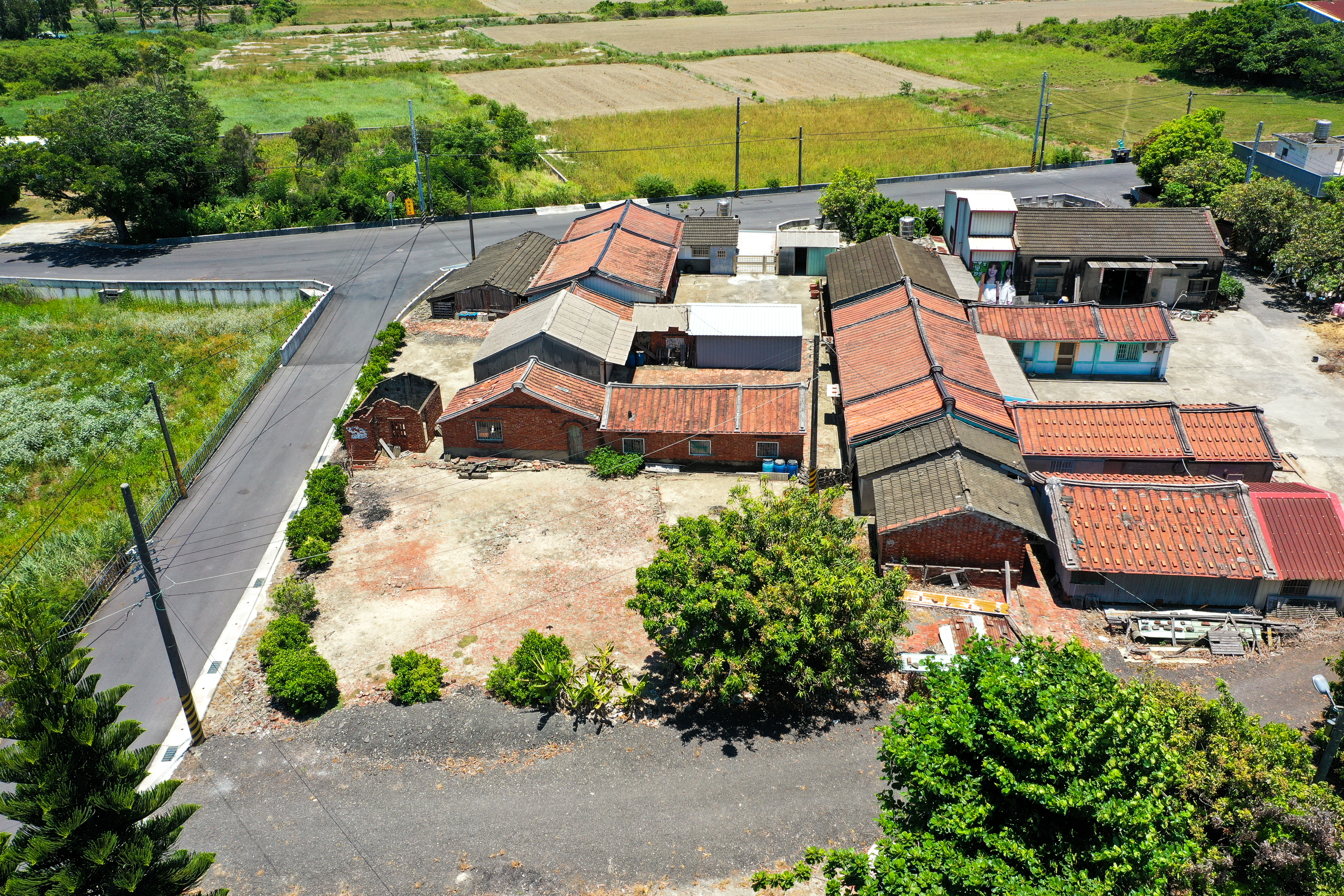
臺南市學甲區頭港空拍圖

頭港是學甲區傳統聚落名稱，現位於學甲光華里，又稱為「舊頭港」。

## 地名意義
昔為倒風內海的河港，因位在最西，由倒風內海入河最先可到的港口，故名頭港仔。
頭港因村落小，戶口少，因此多半稱為「頭港子」(閩南語寫成「子」或「仔」)。

## 地名沿革
係頭港吳開基祖吳光覽之子吳維麟、吳維妹所開墾，後向東西開拓，西邊建庄為西埔內（西湖），東邊的庄頭則稱新頭港仔（東湖），原頭港仔（中湖）則稱舊頭港仔，每年青年節和光復節，分別在位於新頭港仔的吳姓宗祠，進行春秋兩季祭祖。臺南幫第二代領導人中的翁川配為此庄出身。

## 庄頭聚落相片

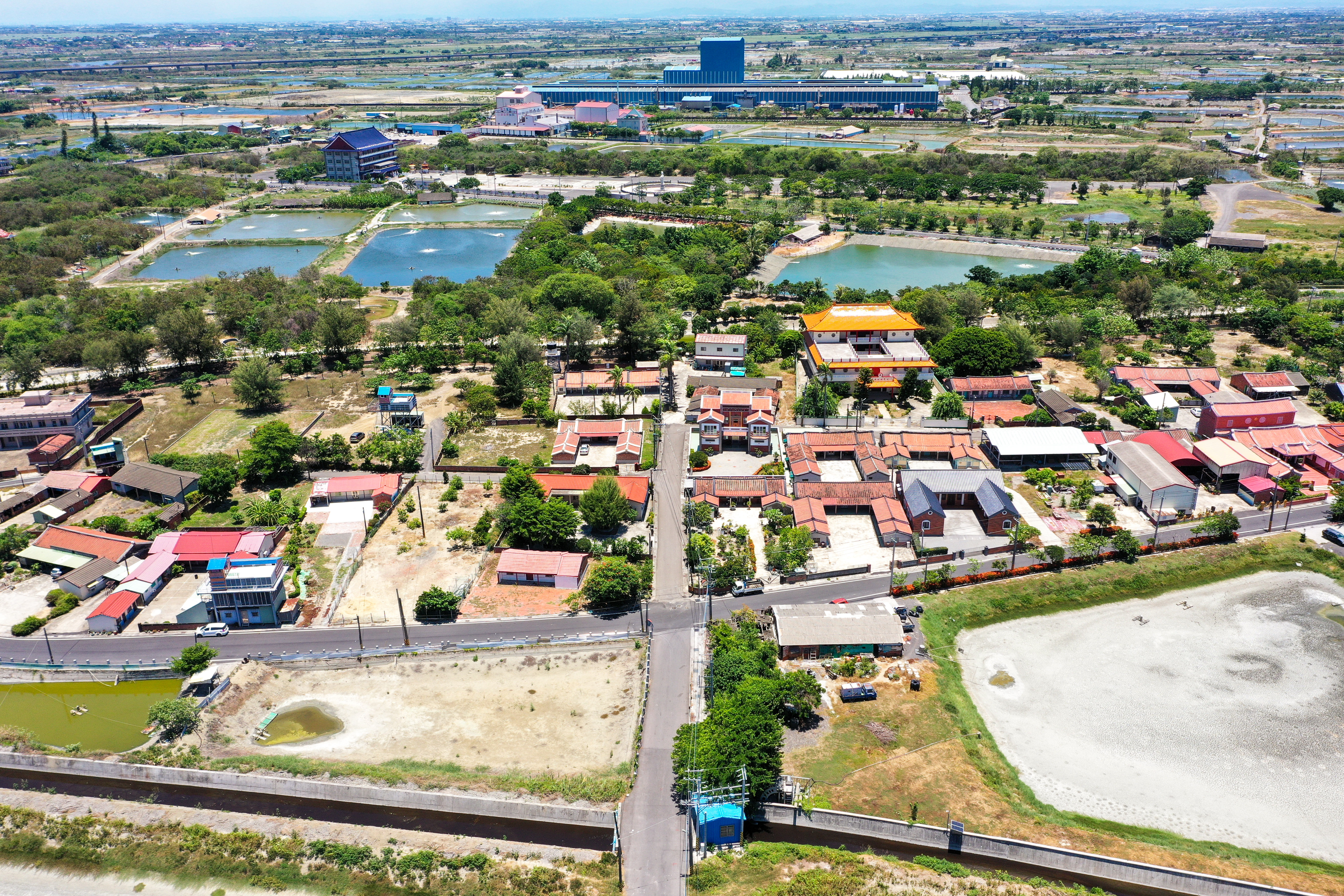
學甲新頭港-庄內主要街道
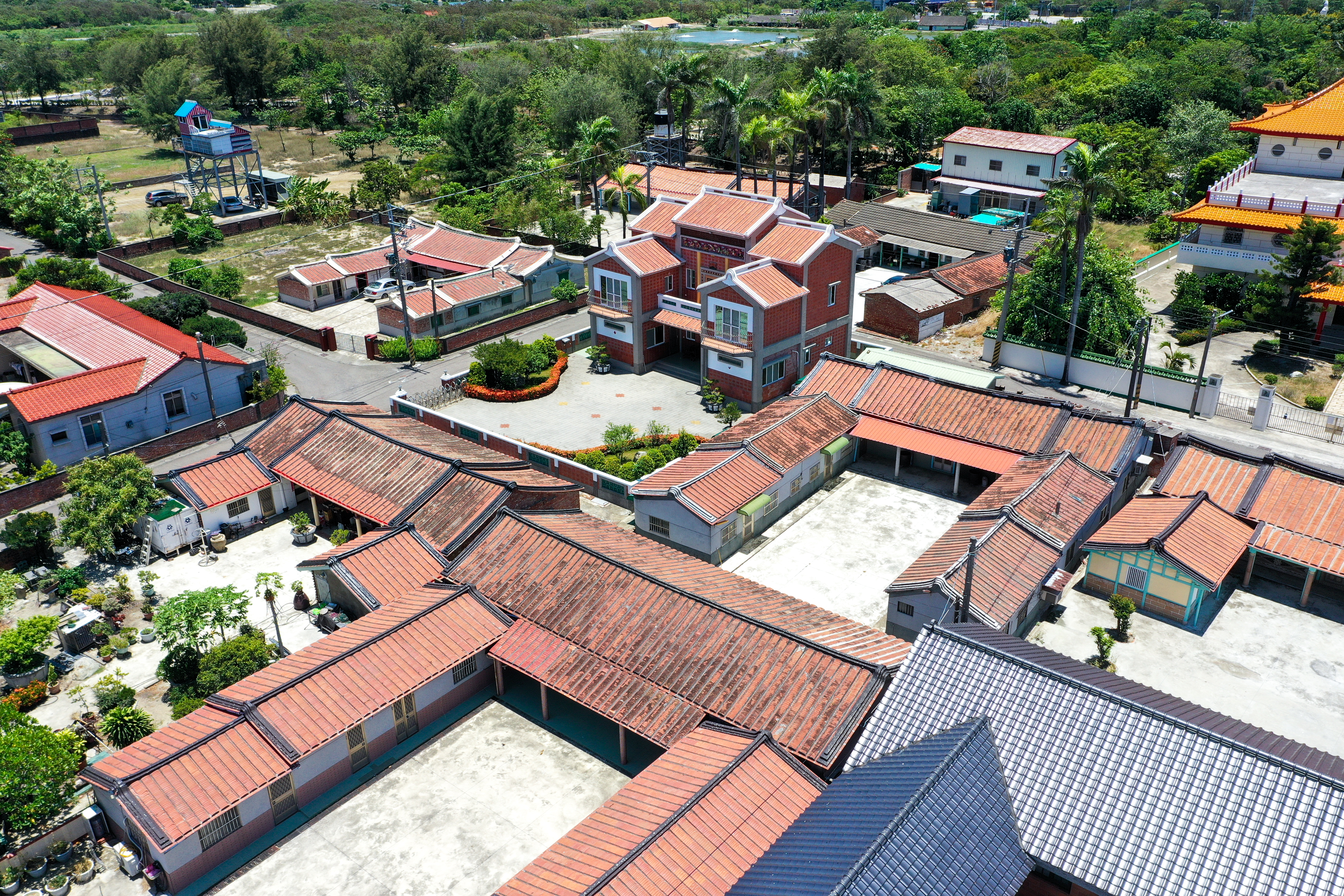
學甲新頭港-庄內傳統屋舍1
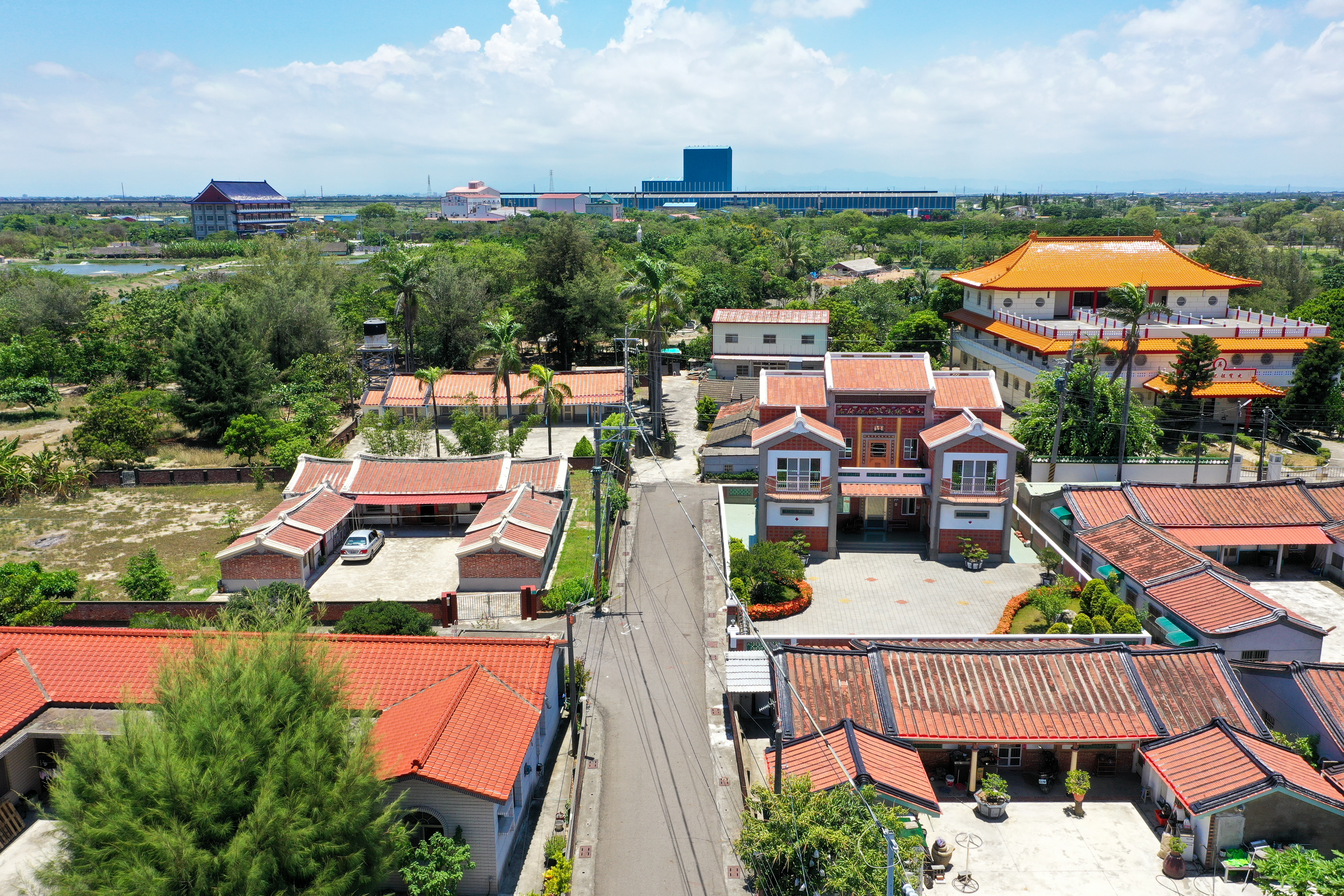
學甲新頭港-庄內傳統屋舍2